# العز (مكيراس)

تعديل مصدري - تعديل

العز هي إحدى قرى عزلة مكيراس بمديرية مكيراس التابعة لمحافظة البيضاء، بلغ تعداد سكانها 71 نسمة حسب تعداد اليمن لعام 2004.